# 臺南市公共自行車租賃系統
臺南市公共自行車租賃系統（英文：YouBike2.0 Tainan）是由臺南市政府交通局負責建置的公共自行車租賃系統，2016年8月8日T-Bike正式營運（最終共建置78個站點），2023年2月23日起逐漸變更為由微笑單車公司負責營運的YouBike2.0系統。YouBike2.0系統與臺北、新北、桃園、竹縣、竹科、竹市、苗栗、臺中、嘉縣、嘉市、高雄、屏東、臺東相同。

## 歷史
- 2014年：臺南市政府交通局開始規劃臺南市公共自行車租賃系統。[4]

### T-Bike時期
- 2016年8月8日：T-Bike上線啟用，首波在台南都會公園、奇美博物館文化園區及南科等地設10站。[5][6]
- 2017年1月26日：站點擴增至中西區、南區、北區、安平區及東區等市轄區，共12個地點開始提供服務。[7]2月17日：嘉南藥理大學捐贈台南市政府T-Bike，當日嘉南藥理大學站啟用 。[8]4月8日：新增10站租賃站，包括臺南車站、公路客運與國道客運的上下車處，方便外地旅客轉乘使用。[9]6月20日：新增19個租賃站，包含臺南火車站後站、花園夜市、林默娘公園等，今年52站已全數啟用。[10]9月22日：崑山科技大學捐贈台南市政府T-Bike，當日崑山科大站啟用，亦為永康區第一個站點。[11]
- 2018年4月14日：T-Bike騎乘次數突破100萬人次。6月22日：台南市政府交通局為台南市公共自行車系統投保第三人責任險。[12]6月30日；新增海安正興及高鐵台南2處租賃站。8月1日：台南市政府交通局再為台南市公共自行車系統投保個人傷害險，成為全國第一雙保險之公共自行車系統。[13]
- 2019年2月1日：新增5處租賃站，其中包含新市火車站及善化火車站。3月29日：新增交通大學(臺南校區)租賃站。5月10日：開放使用icash2.0卡片租借。[14]7月8日：開元轉運站因土地使用權變更而停止營運。8月6日：新增黃金海岸租賃站。
- 2020年2月1日：前30分鐘租借免費優惠取消。4月7日：永華文平站停止營運，並遷移至運河公園站，於同年4月21日開始營運。5月8日：新增9處租賃站，其中包括安平舊城區、漁光島、歸仁區公所等地。[15]6月8日：新增5處租賃站，也是此系統首次於溪北地區設站，當日下午也於新營美術園區舉行啟用典禮。[16]9月4日：新增新營火車站(1)及新營火車站(2)租賃站。11月23日：台糖嘉年華站停止營運，並遷移至裕文圖書館站，於2021年1月1日開始營運。
- 2021年1月1日：新增台南市立圖書館租賃站。2月17日：健康西門路站因健康西門E22立體停車場新建工程進行而停止營運。7月27日：新增新化武德殿租賃站。[17]
- 2022年4月6日：十鼓文化村站、都會公園-台1南停車場站停止營運，分別遷移至民治市政中心站、南大附中站，於8月11日開始營運，並公告系統將重新招標。
- 2022年11月3日：臺南市政府交通局宣佈2023年2月23日起將委託微笑單車股份有限公司接手營運，預計設置10000個車柱、配置5000輛YouBike2.0車輛，其中500輛為YouBike2.0E電動輔助單車[18]。
- 2023年1月11日：T-Bike系統水萍塭公園站原配合電力施工工程暫停營運[19]，同年2月15日轉為停止營運並拆除該站。
- 2023年1月29日～1月31日：T-Bike安平遊憩碼頭站、台江文化中心站、海安民族站、臺灣文學館站、水交社文化園區站、平實公園站、陽明交通大學(臺南校區)站、新化武德殿站、霞客湖站、南科健康生活館站、善化火車站、善化高中站、臺鐵南科站、新營火車站(1)、美術園區站、新營高中站、民治市政中心站、台積電南科站、南科管理局站、新市火車站、社區中心站、臺史博館站、南大附中站、永康火車站、新興國小站、都會公園文華路站、都會公園文賢路站、保安轉運站，以上28站因配合公共自行車服務升級成YouBike2.0系統停止營運[20]。
- 2023年2月6日：T-Bike嘉南藥理大學站停止營運並拆除該站。
- 2023年2月12日：T-Bike運河公園站、和順公園站、家庭教育中心站停止營運[21]。
- 2023年2月22日：T-Bike系統車輛全數回收。
- 2023年10月4日：退役後的T-Bike 30輛移撥給柳營國中供師生使用[22]。

T-Bike時期的logo
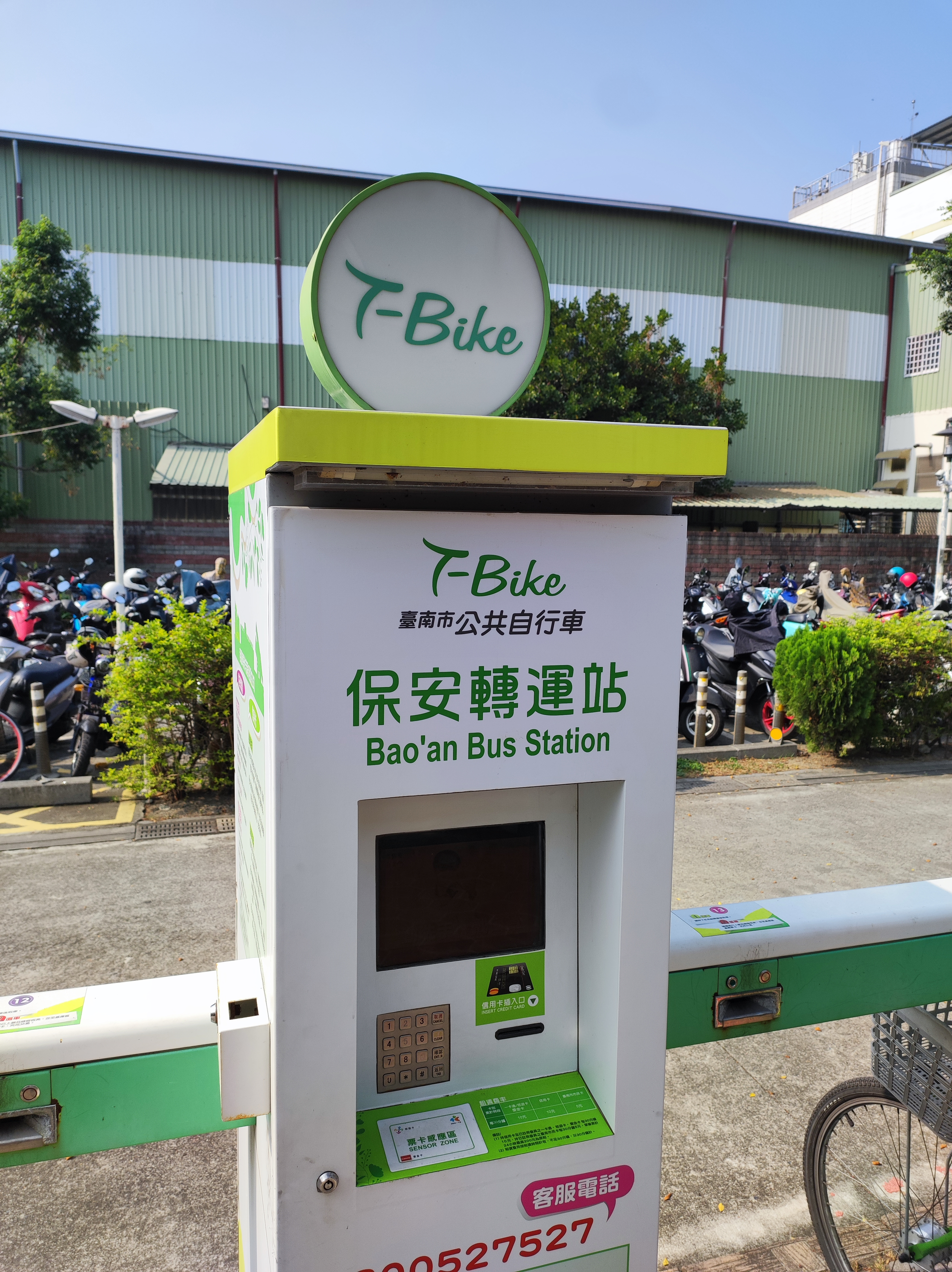
T-Bike時期的租賃站KIOSK
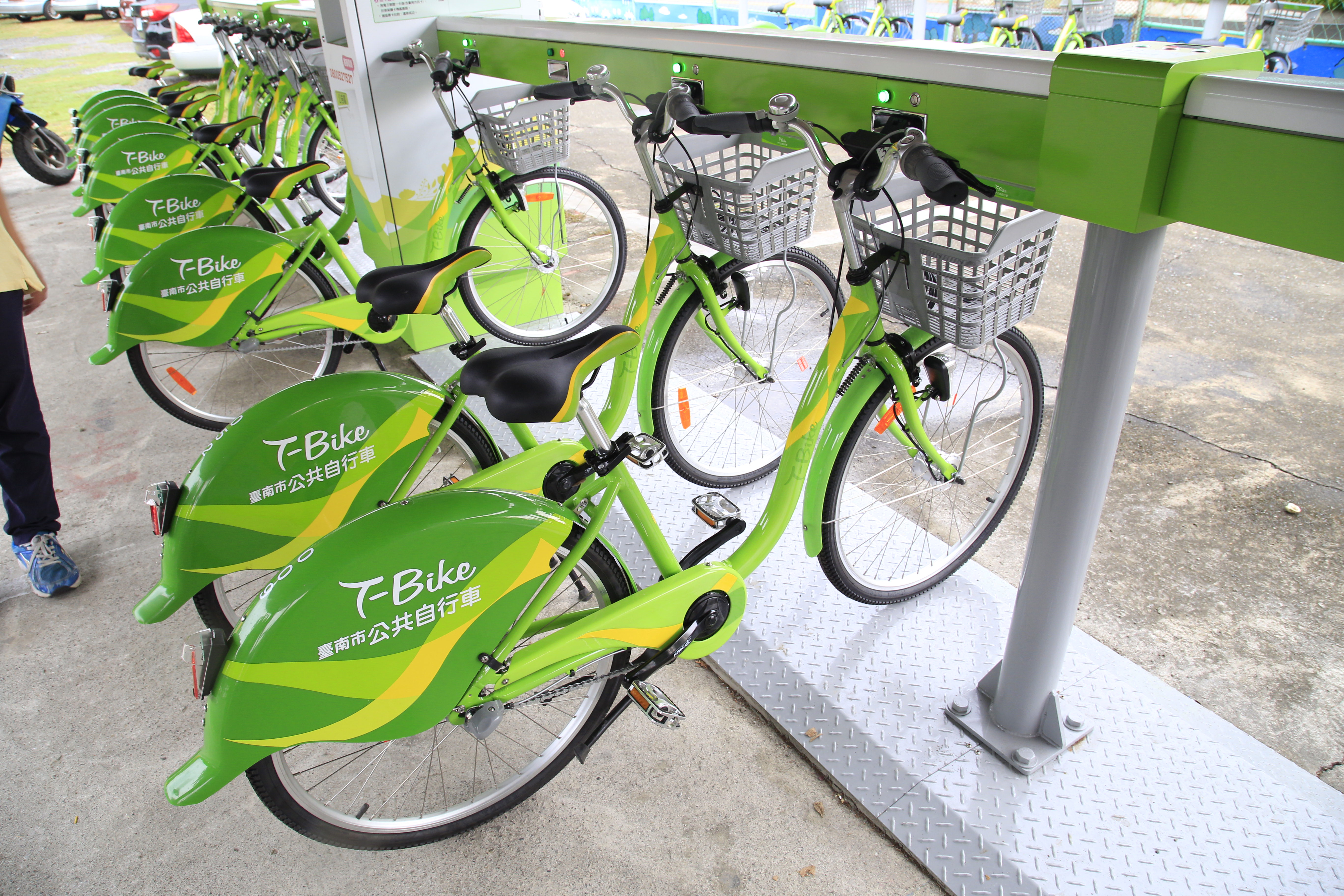
T-Bike時期的十鼓文化村站
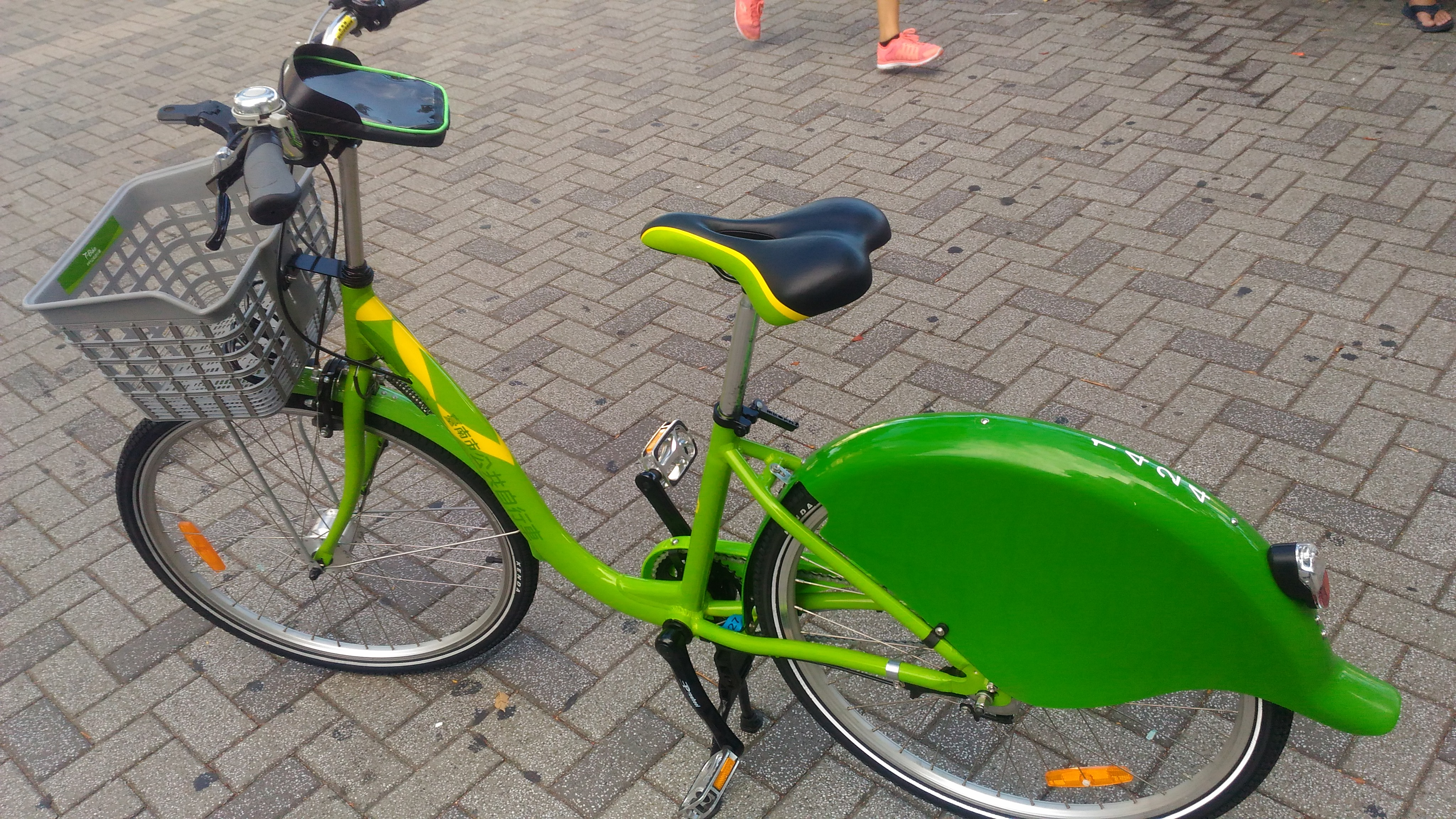
T-Bike時期的車體

### YouBike時期
- 2023年

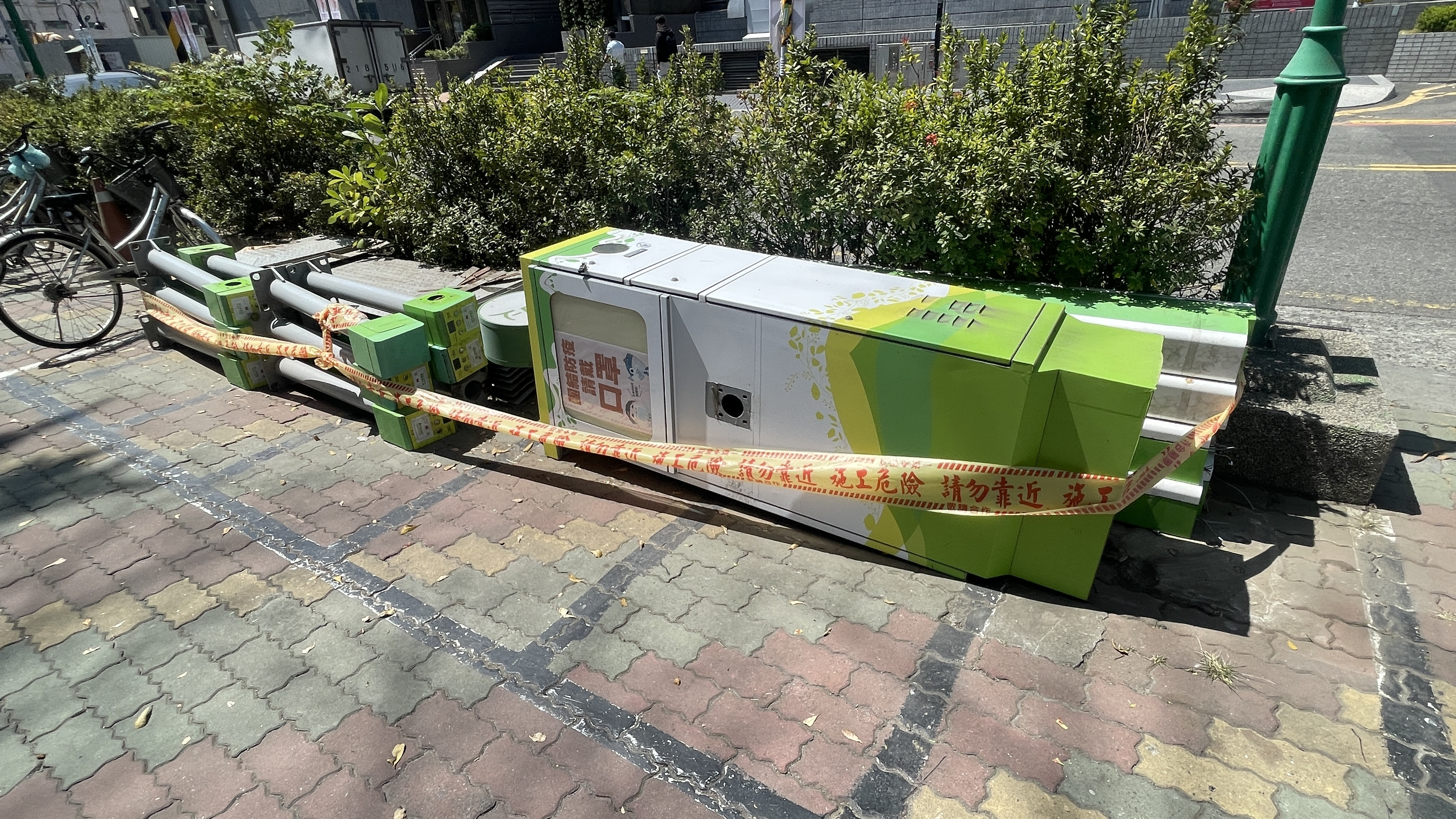
於2023年拆除的T-bike站點

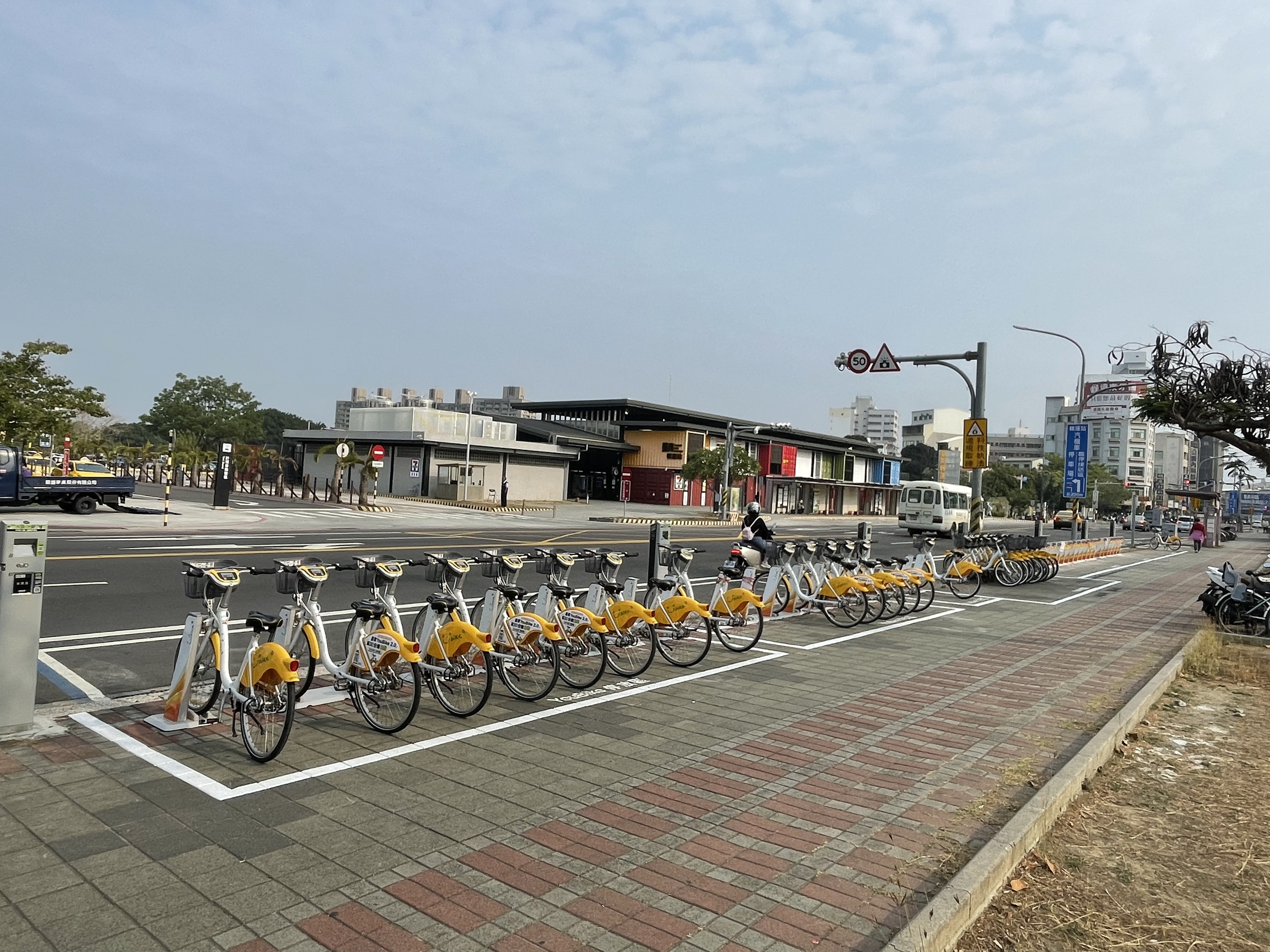
於2023年2月23日啟用的YouBike站點(臺南轉運站)

  - 2月23日：YouBike2.0系統正式啟用，共開放77站。
  - 2月25日：原T-Bike系統崑山科大站、臺南市立圖書館站、黃金海岸站、萬年公園站、體育園區站、日新國小站、鹽埕圖書館站、南區公所站、新營火車站(2)、天鵝湖公園站、高鐵臺南站、歸仁區公所站裁撤。
  - 2月26日：原T-Bike系統臺南二中站、大興公園站、花園夜市站、臺南公園站(臺南轉運站)、和平公園站、衛生局站、巴克禮公園站、德光公園站、東寧裕農站、虎尾寮市場站、裕文圖書館站、崇明路站裁撤。
  - 2月27日：原T-Bike系統東寧運動公園站、馬雅各青年公園站、成大會館站、成大醫院站、小東公園站、延平郡王祠站、臺南市美術館站、和意路站、赤嵌樓站、海安正興站、民生轉運站、臺南市議會站、臺南市政府站裁撤。
  - 2月28日：原T-Bike系統剩餘8站全數裁撤。
  - 3月1日起：原T-Bike系統進行拆除。
  - 3月15日：新增13站（永康車站、小橋公園、台灣史前博物館(南科考古館)、新市區公所、新化武德殿、新營轉運站、台灣歷史博物館、台江文化中心、安平遊憩碼頭、水萍塭公園(夏林路)、開元振興公園、東興公園(東安路251巷)、東興公園(林森路)）。
  - 3月17日：新增2站（林默娘公園、運河公園）。
  - 3月24日：新增4站（龍中公園、立德公園、衛生局(林森辦公室)、嘉南藥理大學）。
  - 3月29日：新增6站（頂湖公園、河樂廣場(金華路)、河樂廣場(康樂街)、海安民權、海安成功、安平中華西）。
  - 3月31日：新增5站（臺南市政府(永華中心)、水景公園、億載金城、臺南市美術館二館、家庭教育中心）。
  - 4月14日：新增7站（四草綠色隧道、臺南二中、成大公園、和平公園、臺南市立圖書館、德光公園、東寧運動公園）。
  - 4月21日：YouBike2.0E首波90輛投入，新增10站（成大會館、怡平公園、小東公園、永華文平、健康國平西、西湖公園、臺南生活美學館(府前路)、台江國家公園遊客中心、金城國中、萬昌街停車場）。
  - 5月5日：新增13站（新營體育場第二停車場、永華國平、奇美醫院(中華路)、麻豆區衛生所、葫蘆埤自然公園、孝德公園、勝安香草運動公園、育北公園、衛福部胸腔病院、大智路豐榮洋子(活動中心)、大橋三街(活動中心)、新化國中、新化體育公園）。
  - 5月17日：新增5站（成德公園、北安公園、台南大員皇冠假日酒店、媽祖宮公園、榮譽街停車場(崇明路308巷口)）。
  - 5月24日：新增8站（部立臺南醫院、保華崇德、中華醫事科技大學、生產崇聖、賢北國小、富農公園、關聖公園、忠孝公園(榮譽街127巷口)）。
  - 6月1日：新增1站（臺南車站(前站二)），原臺南車站(前站一)柱數減少47柱。
  - 6月2日：新增10站（臺南應用科技大學、小東捐血室、台1線正南八街、探索教育公園(永平街)、竹篙厝公園、長榮復興(客運站)、觀夕平台、新營高工、海安中正、永康勝利國小）。
  - 6月9日：新增6站（大智公園、臺南應用科技大學(後門)、海安府前、新生公園(大林路)、明和公園、新都永成）。
  - 6月16日：新增7站（凱德公園、賢北停車場、祥合公園(勝學路)、忠義街44巷、府平公園(郡平路)、承天橋(平通路580巷)、水景停車場）。
  - 6月21日：新增15站（九份子國中小、海佃休閒公園、關廟轉運站、民生富中、總爺藝文中心紅樓(西側)、凱比吉公園、麻豆國中(活動中心)、官田體育公園、善化區公所(公園路)、柳營區公所、進學路停車場、井仔腳瓦盤鹽田、北門遊客中心、山上國小、玉井區圖書館）。
  - 6月30日：新增13站（陽光公園(生產路)、北區陽光公園、新順公園、仁德運動公園、喜樹喜明、楊逵文學紀念館、虎頭埤停車場、歸仁文化中心(公園路)、歸仁十五高發二、關廟區公所、關廟國小、臺南大學(後校門)、三村國小）。
  - 7月12日：新增15站（梅花友愛公園、鹿耳門公園、仁中公園、德南國小、新營國小、長勝營區(建業路)、臺南地院(健康二街)、後壁車站、後壁國小(展演中心)、西賢公園、復華七國華街口、安順國中、玉井中華中山、柳營車站、北門農工）。
  - 7月14日：新增5站（安北路370巷、LM陽光電城停車場、佳里國小(文化路)、佳里公園、大橋車站(南側)）。
  - 7月21日：新增11站（同濟街停車場、曾文農工、永康臨時轉運站、永康拖吊場、南臺科技大學(第三男子宿舍)、南路寮公園、頂順頂安、隆田車站、七股遊客中心、二府口公園(友愛街115巷)、正德順德公園）。
  - 8月2日：新增7站（文靈公園、文元公園、鄭子寮公園、溪仔墘植物公園、水道博物館、南聖公園、獅子亭公園(南工宿舍)）。
  - 8月11日：新增11站（小新國小、LM蓮潭公園(北側)、南科車站(東側)、大灣國小、鹽行國中(平道二路)、大橋車站(北側)、安平國中、仁德車站、湖美公園、慈幼工商、裕華公園）。
  - 8月18日：新增1站（北園公園）。
  - 8月21日：YouBike2.0騎乘次數突破100萬人次。
  - 8月25日：新增10站（麻豆轉運站(北側)、玉井客運站、中華富強、東門城圓環(慶東街)、林森大學、小北棒球場(文成五育德一)、臺南市桌球館、中山北永明、東橋一東橋五、文宏公園）。
  - 9月1日：新增10站（下營停一、下營區游泳池、新東路外停車場、東山區公所、正義武聖、大潭埤旺萊公園、淨水池區停車場、山上區公所、鹽水觀光美食城、南門路停車場）。
  - 9月15日：新增15站（永康國小、中正南路404巷口、永康公2公園、六甲運動公園、六甲國小、LM兒北公園、後壁區公所、無米樂旅遊服務中心、崇善公園、勝利國小(長榮路)、立德一路5巷、崇明E6停車場(崇興路)、白河區圖書館、東山運動公園、西和綠園）。
  - 9月22日：新增10站（兒三廣十公園、東橋2號公園、安康里鄰里公園、巴克禮紀念公園(崇興路)、新環保公園(東學路)、新東環保公園(東泰路)、新營交通台、佳里國中、新化果菜市場(觀光入口)、中洲中生）。
  - 10月13日：新增3站（西華南成功、頂美公園、麻豆新樓醫院）。
  - 10月25日：新增11站（華宗紀念公園、大成國中、南梓實驗小學附幼(太子路)、新南公園(隋唐街)、西門公園451巷、北元公園、下營區公所、下營道班房、保西國小、歸仁中山十街口、新營高中(民治路)）。
  - 11月3日：新增11站（港尾溝溪滯洪池、南147線(奇美)、亞太棒球中心(少棒主球場)、慈雲公園、龍潭派出所、東光路地下停車場、和順市場、海尾海佃、育德工家、林鳳營車站、郡南二號公園）。
  - 11月10日：新增9站（長安國小、大道公園、土城高中、州北里運動公園、州南公園、安西停4停車場、理想公園、溪東親子公園、安富公園）。
  - 11月17日：新增8站（新市區公所游泳池、下營中山中華、德高國小、小東前鋒、大學長榮、城垣小東門段殘蹟、東豐長榮、成大醫院成杏校區(東豐路)）。
  - 11月24日：新增4站（開山大同、南門公園、長榮高中、國立成功大學附屬南工）。
  - 12月1日：新增5站（中成成功、永成路3段公兒S45公園、中洲車站、仁德文賢國中、長春街134巷）。
  - 12月8日：新增4站（仁德忠義中正、大廟五街、永康區社教中心、神榕公園）。
  - 12月15日：新增4站（臺南車站(前鋒路)、府西路137巷、學甲區公所停車場、巴克禮公園）。
  - 12月29日：新增6站（工社站、二鎮森林公園、隆田車站(東側)、蘇厝橋、大內石子瀨、下營文小2運動公園）。
- 2024
  - 1月5日：新增6站（中正太子路口、武聖路69巷40弄口、孔廟文化園區(南門路)、清王公園、吉祥公園、吉安公園）。
  - 1月12日：新增3站（文賢國中、國科會-研發大樓、歸南國小）。
  - 1月19日：新增5站（南市區漁會、永華育平路口、本淵寮公有市場、華平民權、西賢一街187巷口）。
  - 1月26日：新增4站（和緯西賢、長榮大學第三宿舍、臺南文化創意產業園區、溪心公園）。
  - 2月2日：新增7站（佳里區仁愛國小、蕭壠文化園區、府東街41巷、臺鐵長榮大學站、仁德區公所、南光高中、新進路二段445巷25弄口）。
  - 2月8日：新增9站（南瀛綠都心公園(中正路)、金華路二段147巷37弄口、北安橋(府安)、樂成公園、安通公園、新營體育場第三停車場、隋唐綠廊(長榮路東側)、鹽水區公所公三停車場、南梓實驗小學）。
  - 2月23日：新增14站（西港中央公園、西港區公所、新化高工、台南市極限運動場、長榮女中、東橋八街東橋五路口、佳里區公所、龍國龍潭街口、復華一街停車場、高鐵台南站、開南公園、新興國中、文良公園、平實後甲路口）。
  - 3月1日：新增6站（新豐高中、善糖文化園區(南122)、文聖公園、文山公園、仁德國中、疾病管制署南區管制中心）。
  - 3月8日：新增3站（安東公園、楠西圖書館、左鎮化石園區）
  - 3月15日：新增7站（沙崙車站、西灣里滯洪池、民族路公有停車場、民治綠川路口、安定區公所(停車場)、運河星鑽停車場、大成國小）。
  - 3月22日：新增3站（南科實驗高中-國中部、國立成功大學台達大樓、大灣高中(文賢街)）。
  - 4月3日：新增1站（臺南女中）。
  - 4月12日：新增6站（長勝長榮路口、北成公園、元成公園、中華西路一段70巷、臺南市政府民治停車場、曾文家商）。
  - 4月19日：新增3站（新太太北、麻豆國小、長勝營區(裕民路)）。
  - 5月3日：新增4站（崇成公園、頂好公園、崇德公園、臺南車站(前站三)）。
  - 5月17日：新增2站（中信科技大學、北成路機車公有停車場）。
  - 5月24日：新增3站（東橋五路停車場、善化牛庄、富安二街民權路口）。
  - 5月31日：新增1站（長安公園）。
  - 6月14日：新增3站（新安公園、八田與一紀念園區、官田遊客中心）。
  - 6月21日：新增4站（忠義民生、中信金融管理學院、玉井果菜市場、永安三民路口）。
  - 6月28日：新增6站（二空眷村文化公園、建南公園、太子路66巷口、二空新城停二停車場、育平公園、希望公園）。
  - 7月3日：嘉義市、嘉義縣、臺南市、高雄市與屏東縣跨區租還YouBike免收調度費。
  - 7月5日：新增4站（長榮小東、成功大學勝利校區(東寧路)、崇德十九街口、六甲頂中正橋）。
  - 7月12日：新增6站（文小46公有停車場、新行仁愛街108巷口、光賢街停車場、憲兵指揮部-臺南憲兵隊、東成公園、新東國中）。
  - 7月19日：新增4站（崇學國小、長興生態公園、布袋嘴廣停1停車場、安順里停車場）。
  - 8月2日：新增14站（尚頂公園、關廟區停五停車場、關廟圖書館、安南國中、和順國中、永祥公園、新營網球場、善化游泳池、長和2公園、長勝營區公有停車場、新營公三公園、鹽水國小、清湶路停車場、白河運動公園）。
  - 8月9日：新增2站（東仁街10巷(活動中心)、鹽水國中）。
  - 8月15日：YouBike2.0騎乘次數突破500萬人次。
  - 8月16日：新增4站（大和公園、梅花里社區公園、台南公園(公園南路)、海安路三段32巷口）。
  - 8月23日：新增1站（新營檢察官辦公室）。
  - 8月30日：新增3站（崑山科技大學、民生環河、新營停2停車場）。
  - 9月4日：記者會宣布500站建置全數達成，且宣布接下來1年內再新增125站並投入800輛YouBike2.0及400輛YouBike2.0E。[23][24]
  - 11月15日：新增10站（五王國小、西勢國小、家齊高中(五妃街)、扇鹽地景園區、水上運動訓練中心、成功新村、小新營110號對側、小新國小、西竹圍之丘文創園區、康樂街179巷口）。
  - 11月29日：新增7站（虎形山公園、大內區公所、楠西公園、南化假日廣場、南化遊客中心、臺南市交通公園、萬年二萬年五）。
  - 12月6日：新增8站（復國一路復國路75巷、龍崎區公所、臺南市政府(曾文園區)、水堀頭(曾文園區)、中山中華街口、官田產業園區服務中心、台南市殯葬管理所、中央研究院南部院區）。
  - 12月13日：新增2站（永新社區停車場、新化高中）。
  - 12月20日：新增4站（財政稅務局、正生公園、民德國中(臨安路)、裕敬公園）。
  - 12月27日：新增7站（青鯤鯓濱海管理站、龍山211之33號旁、永新社區(永華二街)、長榮大武、小東東興、永華國民運動中心(美學街)、國民永明街口）。
- 2025
  - 1月10日：新增2站（大港香草公園、元昌公園）。
  - 1月17日：新增14站（富農街一段268巷口、忠孝國中、裕農路446巷、社會福利綜合大樓、慶平公園(慶平路)、世平同平、泰美公園、西港市場(慶安路)、永欣公園、綠二鄰里公園、國平公園、慈濟高中、劍獅公園、文平公園）。
  - 1月24日：新增9站（長安社區親水公園、鳳凰休閒公園、頂安慶安、安通二街停車場、頂美公園(安西廣停1)、仁德國小、歸仁七南園、史迪奇一號公園、歸仁十三高發二）。
  - 2月7日：新增2站（永新社區籃球場、茄拔國小）。
  - 2月14日：新增6站（義林一義林六、中山路298號、仁義三號公園、太廟派出所、華平公園、家樂福中正店）。
  - 2月21日：新增2站（隆田酒廠、連雅堂紀念公園）。
  - 2月27日：新增2站（大興四路外停車場、文中公園）。
  - 3月7日：新增4站（新市全民運動中心、西橋里停車場、永大聖龍、五塊寮北柵岸紀念公園）。
  - 3月14日：新增2站（機場大同路三段490巷、大同公英）。
  - 3月21日：新增2站（佳興國小、復興路225巷口）。
  - 3月28日：新增1站（勞動部發展署雲嘉南分署）。
  - 4月11日：新增1站（永大國光）。
  - 4月25日：新增4站（文化中心(崇明路)、公兒S57公園、台糖沙崙綠能住宅、民權西賢六）。
  - 5月2日：新增2站（石門體育公園、陽明交通大學(臺南校區學生宿舍)）。
  - 5月9日：新增4站（東寧社區成大宿舍、文忠公園調節池、大林派出所、交通警察大隊）。
  - 5月16日：新增2站（安平水資源回收中心、奇美醫院(第五停車場)）。
  - 5月23日：新增1站（後壁高中）。
  - 5月30日：新增1站（建國陽明新村路口）。
  - 6月6日：新增4站（和順轉運站、郡安四北安二、兵仔市場、國平北健康新）。
  - 6月13日：新增2站（三民路8巷停車場、成功國中）。
  - 6月20日：新增1站（崇善十一街12巷17弄）。
  - 7月11日：新增2站（大灣信義、龍中竹園二）。
  - 7月18日：新增1站（石頭公園）。
  - 8月1日：新增1站（海南公園）。
  - 8月15日：新增3站（大豐公園、知事官邸生活館、裕忠路E41公園）。

## 收費方式
YouBike2.0系統採用累進費率，可使用一卡通、悠遊卡（刷卡租車）或信用卡（掃碼租車）方式進行租賃
- YouBike2.0：租借前4小時每30分鐘以新臺幣10元計費，4至8小時為每30分鐘20元，超過8小時為每30分鐘40元，使用未滿30分鐘以30分鐘計算。
  - 2023年2月23日至2023年12月31日不限卡別前30分鐘免費騎乘，持台南市民卡享續租半價優惠。
  - 2024年1月1日起恢復原費率計費，持台南市民卡享每30分鐘半價優惠，持TPASS行政院通勤月票（台南任一方案及南高屏方案）享前30分鐘免費騎乘。
- YouBike2.0E（電輔車）：前2小時每30分鐘以新臺幣20元計費，第3小時起則為每30分鐘40元，使用未滿30分鐘以30分鐘計算。
  - 2023年4月1日至2023年12月31日不限卡別前30分鐘騎乘市府補助10元，持台南市民卡享續租每半小時由市府補助10元優惠。
  - 2024年1月1日起恢復原費率計費，持台南市民卡享每30分鐘補助10元優惠，持TPASS行政院通勤月票（台南任一方案及南高屏方案）享前30分鐘免費騎乘。
- 嘉義縣、嘉義市、台南市、高雄市、屏東縣境內自2024年7月3日起跨區騎乘免收調度費。

## 租賃站位置
截至2025年8月15日，YouBike系統在臺南市共設有613個站點。其站點分佈在中西區（45個）、仁德區（32個）、北區（57個）、永康區（61個）、安平區（44個）、安南區（56個）、東區（71個）、南區（38個）、善化區（23個）、新化區（10個）、新市區（14個）、新營區（44個）、歸仁區（21個）、麻豆區（11個）、官田區（11個）、北門區（2個）、關廟區（7個）、柳營區（3個）、佳里區（9個）、山上區（4個）、玉井區（5個）、後壁區（5個）、七股區（2個）、下營區（6個）、鹽水區（6個）、東山區（3個）、六甲區（3個）、白河區（2個）、學甲區（2個）、安定區（2個）、大內區（2個）、西港區（3個）、楠西區（2個）、左鎮區（1個）、將軍區（2個）、龍崎區（2個）、南化區（2個）。 
YouBike微笑單車設有臺南服務中心（臺南市北區公園路174號），提供會員申請等相關業務上之協助
- 營業時間：每週二至週六11:00~19:00，每週日、週一公休不對外開放
- 24小時客服電話：06-3009966

## 使用人次

### T-Bike時期
截至2023年1月31日止，累積4,108,702人次租借。各年度、月份資料，詳如下表：
| 月份 | 租借人次 | 較上月增減 （較上月成長率） | 較去年同期增減 （較去年同期成長率） | 第一名租賃站（使用人次） | 備註                                                               |
| ---- | -------- | --------------------------- | ----------------------------------- | ------------------------ | ------------------------------------------------------------------ |
| 8    | 5,138    | -                           | -                                   | -                        | - 2016年8月8日10處租賃站開始營運，至啟用日後半年騎乘前30分鐘免費。 |
| 9    | 3,604    | -1,534 （-29.86%）          | -                                   | -                        |                                                                    |
| 10   | 5,507    | +1,903 （+52.80%）          | -                                   | -                        |                                                                    |
| 11   | 6,657    | +1,150 （+20.88%）          | -                                   | -                        |                                                                    |
| 12   | 7,659    | +1,002 （+15.05%）          | -                                   | -                        |                                                                    |
| 總計 | 28,565   | -                           | -                                   |                          |                                                                    |

| 月份 | 租借人次 | 較上月增減 （較上月成長率） | 較去年同期增減 （較去年同期成長率） | 第一名租賃站（使用人次） | 備註                                                                                   |
| ---- | -------- | --------------------------- | ----------------------------------- | ------------------------ | -------------------------------------------------------------------------------------- |
| 1    | 14,552   | +6,853 （+89.48%）          | -                                   | -                        | - 2017年1月26日新增12處租賃站。                                                        |
| 2    | 32,629   | +18,077 （+124.22%）        | -                                   | -                        | - 2017年2月8日宣布延長前30分鐘騎乘免費至年底。 - 2017年2月17日嘉南藥理大學捐增租賃站。 |
| 3    | 31,612   | -1,017 （-3.12%）           | -                                   | -                        |                                                                                        |
| 4    | 56,442   | +24,835 （+78.56%）         | -                                   | 臺南火車站前站（3,623）  | - 2017年4月8日新增10處租賃站。 - 2017年4月起才開始有整體營運資料。                     |
| 5    | 62,541   | +6,089 （+10.79%）          | -                                   | 臺南火車站前站（8,025）  |                                                                                        |
| 6    | 56,860   | -5,681 （-9.08%）           | -                                   | 臺南火車站前站（6,897）  | - 2017年6月20日新增19站租賃站上線營運。                                                |
| 7    | 81,038   | +24,178 （+42.52%）         | -                                   | 臺南火車站前站（8,202）  |                                                                                        |
| 8    | 86,502   | +5,464 （+6.74%）           | +81,364 （+1583.57%）               | 臺南火車站前站（8,817）  | - 2017年8月6日舉行T-Bike周年慶活動。 - 2017年8月17日～9月17日舉行T-Bike減碳王活動。    |
| 9    | 78,901   | -7,601 （-8.79%）           | +75,297 （+2089.26%）               | 臺南火車站前站（8,230）  | - 2017年9月22日崑山科技大學捐增租賃站。                                                |
| 10   | 82,685   | +3,784 （+4.80%）           | +77,178 （+1401.45%）               | 臺南火車站前站（8,756）  |                                                                                        |
| 11   | 76,914   | -5,771 （-6.98%）           | +70,257 （+1055.39%）               | 臺南火車站前站（8,773）  |                                                                                        |
| 12   | 76,511   | -403 （-0.52%）             | +68,852 （+898.97%）                | 臺南火車站前站（9,013）  | - 2017年12月21日宣布延長前30分鐘騎乘免費至2018年底。                                   |
| 總計 | 737,188  | +708,623 （+2580.74%）      | +708,623 （+2580.74%）              |                          |                                                                                        |

| 月份 | 租借人次 | 較上月增減 （較上月成長率） | 較去年同期增減 （較去年同期成長率） | 第一名租賃站（使用人次） | 備註                                                                       |
| ---- | -------- | --------------------------- | ----------------------------------- | ------------------------ | -------------------------------------------------------------------------- |
| 1    | 70,323   | -6,188 （-8.09%）           | +55,771 （+383.25%）                | 臺南火車站前站（8,731）  |                                                                            |
| 2    | 68,193   | -2,130 （-3.03%）           | +35,564 （+109.00%）                | 臺南火車站前站（9,054）  |                                                                            |
| 3    | 75,235   | +7,042 （+10.33%）          | +43,623 （+138.00%）                | 臺南火車站前站（10,186） |                                                                            |
| 4    | 84,630   | +9,395 （+12.49%）          | +53,018 （+167.71%）                | 臺南火車站前站（10,903） |                                                                            |
| 5    | 76,131   | -8,499 （-10.04%）          | +13,590 （+21.73%）                 | 臺南火車站前站（10,074） |                                                                            |
| 6    | 61,712   | -14,419 （-18.94%）         | +4,852 （+8.53%）                   | 臺南火車站前站（7,942）  | - 2018年6月22日起投保第三人責任險。 - 2018年6月30日新增2處租賃站開始營運。 |
| 7    | 70,626   | +8,914 （+14.44%）          | -10,412 （-12.85%）                 | 臺南火車站前站（9,274）  |                                                                            |
| 8    | 56,328   | -14,298 （-20.24%）         | -30,174 （-34.88%）                 | 臺南火車站前站（7,538）  | - 2018年8月1日起投保個人傷害險，成為全國第一雙保險的公共自行車系統。       |
| 9    | 68,471   | +12,143 （+21.56%）         | -10,430 （-13.22%）                 | 臺南火車站前站（8,934）  |                                                                            |
| 10   | 79,107   | +10,636 （+15.53%）         | -3,578 （-4.33%）                   | 臺南火車站前站（10,574） |                                                                            |
| 11   | 75,599   | -3,508 （-4.43%）           | -1,315 （-1.71%）                   | 臺南火車站前站（10,801） | - 2018年11月28日宣布延長前30分鐘騎乘免費至2019年底。                       |
| 12   | 81,670   | +6,071 （+8.03%）           | +5,159 （+6.74%）                   | 臺南火車站前站（11,954） |                                                                            |
| 總計 | 868,025  | +130,837 （+17.75%）        | +130,837 （+17.75%）                |                          |                                                                            |

| 月份 | 租借人次 | 較上月增減 （較上月成長率） | 較去年同期增減 （較去年同期成長率） | 第一名租賃站（使用人次） | 備註                                  |
| ---- | -------- | --------------------------- | ----------------------------------- | ------------------------ | ------------------------------------- |
| 1    | 74,881   | -6,789 （-8.31%）           | +4,558 （+6.48%）                   | 臺南火車站前站（10,846） |                                       |
| 2    | 75,207   | +326 （+0.43%）             | +7,014 （+10.29%）                  | 臺南火車站前站（10,560） | - 2019年2月1日新增5處租賃站開始營運。 |
| 3    | 76,076   | +869 （+1.16%）             | +841 （+1.12%）                     | 臺南火車站前站（10,829） | - 2019年3月29日新增1租賃站。          |
| 4    | 76.003   | -73 （-0.09%）              | -8,627 （-10.19%）                  | 臺南火車站前站（10,243） |                                       |
| 5    | 68,703   | -7,300 （-9.60%）           | -7,428 （-9.76%）                   | 臺南火車站前站（8,829）  |                                       |
| 6    | 65,651   | -3,052 （-4.44%）           | +3,939 （+6.38%）                   | 臺南火車站前站（8,393）  |                                       |
| 7    | 58,410   | -7,241 （-11.03%）          | -12,216 （-17.30%）                 | 臺南火車站前站（7,697）  |                                       |
| 8    | 56,417   | -1,993 （-3.41%）           | +89 （+0.16%）                      | 臺南火車站前站（7,749）  | - 2019年8月6日新增1租賃站。           |
| 9    | 62,344   | +5,927 （+10.51%）          | -6,127 （-8.95%）                   | 臺南火車站前站（8,191）  |                                       |
| 10   | 73,231   | +10,887 （+17.46%）         | -5,876 （-7.43%）                   | 臺南火車站前站（9,751）  |                                       |
| 11   | 71,968   | -1,263 （-1.72%）           | -3,631 （-4.80%）                   | 臺南火車站前站（9,505）  |                                       |
| 12   | 68,820   | -3,148 （-4.37%）           | -12,850 （-15.73%）                 | 臺南火車站前站（9,077）  |                                       |
| 總計 | 827,711  | -40,314 （-4.64%）          | -40,314 （-4.64%）                  |                          |                                       |

| 月份 | 租借人次 | 較上月增減 （較上月成長率） | 較去年同期增減 （較去年同期成長率） | 第一名租賃站（使用人次） | 備註                                       |
| ---- | -------- | --------------------------- | ----------------------------------- | ------------------------ | ------------------------------------------ |
| 1    | 70,781   | +1,961 （+2.85%）           | -4,100 （-5.48%）                   | 臺南火車站前站（9,269）  |                                            |
| 2    | 55,096   | -15,685 （-22.16%）         | -20,111 （-26.74%）                 | 臺南火車站前站（7,463）  | - 2020年2月1日起取消前30分鐘免費騎乘政策。 |
| 3    | 51,262   | -3,834 （-6.96%）           | -24,814 （-32.62%）                 | 臺南火車站前站（6,354）  |                                            |
| 4    | 42,590   | -8,672 （-16.92%）          | -33,413 （-43.96%）                 | 臺南火車站前站（4,719）  |                                            |
| 5    | 40,646   | -1,944 （-4.56%）           | -28,057 （-40.84%）                 | 臺南火車站前站（4,514）  |                                            |
| 6    | 46,302   | +5,656 （+13.92%）          | -19,349 （-29.47%）                 | 臺南火車站前站（5,395）  |                                            |
| 7    | 49,377   | +3,075 （+6.64%）           | -9,033 （-15.46%）                  | 臺南火車站前站（6,062）  |                                            |
| 8    | 44,637   | -4,740 （-9.60%）           | -11,780 （-20.88%）                 | 臺南火車站前站（5,575）  |                                            |
| 9    | 48,433   | +3,796 （+8.50%）           | -13,911 （-22.31%）                 | 臺南火車站前站（5,232）  |                                            |
| 10   | 58,703   | +10,270 （+21.20%）         | -14,528 （-19.84%）                 | 臺南火車站前站（6,520）  |                                            |
| 11   | 51,416   | -7,287 （-12.41%）          | -20,552 （-28.56%）                 | 臺南火車站前站（5,542）  |                                            |
| 12   | 51,439   | +23 （+0.00%）              | -17,381 （-25.26%）                 | 臺南火車站前站（6,022）  |                                            |
| 總計 | 610,682  | -217,029 （-26.22%）        | -217,029 （-26.22%）                |                          |                                            |

| 月份 | 租借人次 | 較上月增減 （較上月成長率） | 較去年同期增減 （較去年同期成長率） | 第一名租賃站（使用人次） | 備註 |
| ---- | -------- | --------------------------- | ----------------------------------- | ------------------------ | ---- |
| 1    | 50,324   | -1,115 （-2.17%）           | -20,457 （-28.90%）                 | 臺南火車站前站（5,757）  |      |
| 2    | 62,304   | +11,980 （+23.81%）         | +7,208 （+13.08%）                  | 臺南火車站前站（6,589）  |      |
| 3    | 56,747   | -5,557 （-8.92%）           | +5,485 （+10.70%）                  | 臺南火車站前站（6,111）  |      |
| 4    | 55,521   | -1,226 （-2.16%）           | +12,931 （+30.36%）                 | 臺南火車站前站（5,933）  |      |
| 5    | 30,119   | -25,402 （-45.75%）         | -10,527 （-25.90%）                 | 臺南火車站前站（2,973）  |      |
| 6    | 9,890    | -20,229 （-67.16%）         | -36,412 （-78.64%）                 | 臺南火車站前站（550）    |      |
| 7    | 16,224   | +6,334 （+64.04%）          | -33,153 （-67.14%）                 | 臺南火車站前站（973）    |      |
| 8    | 25,306   | +9,082 （+55.98%）          | -19,331 （-43.31%）                 | 臺南火車站前站（2,245）  |      |
| 9    | 33,796   | +8,490 （+33.55%）          | -14,637 （-30.22%）                 | 臺南火車站前站（3,275）  |      |
| 10   | 45,301   | +11,505 （+34.04%）         | -13,402 （-22.83%）                 | 臺南火車站前站（4,785）  |      |
| 11   | 44,846   | -455 （-0.01%）             | -6,570 （-12.78%）                  | 臺南火車站前站（5,310）  |      |
| 12   | 49,708   | +4,862 （+10.84%）          | -1,731 （-3.37%）                   | 臺南火車站前站（5,696）  |      |
| 總計 | 480,086  | -130,596 （-21.39%）        | -130,596 （-21.39%）                |                          |      |

| 月份 | 租借人次 | 較上月增減 （較上月成長率） | 較去年同期增減 （較去年同期成長率） | 第一名租賃站（使用人次） | 備註 |
| ---- | -------- | --------------------------- | ----------------------------------- | ------------------------ | ---- |
| 1    | 42,802   | -6,906 （-13.89%）          | -7,522 （-14.95%）                  | 臺南火車站前站（4,916）  |      |
| 2    | 42,847   | +45 （+0.11%）              | -19,457 （-31.23%）                 | 臺南火車站前站（4,392）  |      |
| 3    | 48,247   | +5,400 （+12.60%）          | -8,500 （-14.98%）                  | 臺南火車站前站（5,125）  |      |
| 4    | 44,802   | -3,445 （-7.14%）           | -10,719 （-19.31%）                 | 臺南火車站前站（4,391）  |      |
| 5    | 29,208   | -15,594 （-34.81%）         | -911 （-3.02%）                     | 臺南火車站前站（2,562）  |      |
| 6    | 30,817   | +1,609 （+5.51%）           | +20,927 （+211.60%）                | 臺南火車站前站（2,935）  |      |
| 7    | 42,314   | +11,497 （+37.31%）         | +26,090 （+160.81%）                | 臺南火車站前站（4,521）  |      |
| 8    | 41,092   | -1,222 （-2.89%）           | +15,786 （+62.38%）                 | 臺南火車站前站（4,705）  |      |
| 9    | 43,108   | +2,016 （+4.91%）           | +9,312 （+27.55%）                  | 臺南火車站前站（4,510）  |      |
| 10   | 48,616   | +5,508 （+12.78%）          | +3,315 （+7.32%）                   | 臺南火車站前站（5,437）  |      |
| 11   | 47,611   | -1,005 （-2.07%）           | +2,765 （+6.17%）                   | 臺南火車站前站（5,053）  |      |
| 12   | 48,101   | +490 （+1.03%）             | -1,607 （-3.23%）                   | 臺南火車站前站（5,466）  |      |
| 總計 | 489,565  | +9,479 （+1.97%）           | +9,479 （+1.97%）                   |                          |      |

| 月份 | 租借人次 | 較上月增減 （較上月成長率） | 較去年同期增減 （較去年同期成長率） | 第一名租賃站（使用人次） | 備註 |
| ---- | -------- | --------------------------- | ----------------------------------- | ------------------------ | ---- |
| 1    | 46,880   | -1,221 （-2.54%）           | +4,078 （+9.53%）                   | 臺南火車站前站（5,517）  |      |
| 2    | -        | -                           | -                                   | -                        |      |
| 總計 | 46,880   | -                           | -                                   |                          |      |

### YouBike時期
截至2025年7月31日止，累積9,493,880人次租借。各年度、月份資料，詳如下表：
| 月份 | 租借人次  | 較上月增減 (較上月成長率) | 較去年同期增減 (較去年同期成長率) | 備註 |
| ---- | --------- | ------------------------- | --------------------------------- | --- |
| 2    | 18,758    | -                         | -                                 | - 2月23日：77個租賃站點投入營運 |
| 3    | 95,057    | +76,299 （+406.75%）      | -                                 | - 3月15日新增13個租賃站點投入營運，共90站 - 3月17日新增2個租賃站點投入營運，共92站 - 3月24日新增4個租賃站點投入營運，共96站 - 3月29日新增6個租賃站點投入營運，共102站 - 3月31日新增5個租賃站點投入營運，共107站                                             |
| 4    | 143,874   | +48,817 （+51.36%）       | -                                 | - 4月14日新增7個租賃站點投入營運，共114站 - 4月21日新增10個租賃站點投入營運，共124站 |
| 5    | 175,161   | +31,287 （+21.75%）       | -                                 | - 5月5日新增13個租賃站點投入營運，共137站 - 5月17日新增5個租賃站點投入營運，共142站 - 5月24日新增8個租賃站點投入營運，共150站 |
| 6    | 192,038   | +16,877 （+9.63%）        | -                                 | - 6月1日新增1個租賃站點投入營運，共151站 - 6月2日新增10個租賃站點投入營運，共161站 - 6月9日新增6個租賃站點投入營運，共167站 - 6月16日新增7個租賃站點投入營運，共174站 - 6月21日新增15個租賃站點投入營運，共189站 - 6月30日新增13個租賃站點投入營運，共202站 |
| 7    | 202,468   | +10,430 （+5.43%）        | -                                 | - 7月12日新增15個租賃站點投入營運，共217站 - 7月14日新增5個租賃站點投入營運，共222站 - 7月21日新增11個租賃站點投入營運，共233站 - 7月27日~7月28日因杜蘇芮颱風影響暫停營運，於7月29日06:00起恢復營運。                                                       |
| 8    | 257,859   | +55,391 （+27.36%）       | -                                 | - 8月2日新增7個租賃站點投入營運，共240站 - 8月11日新增11個租賃站投入營運，共251站 - 8月18日新增1個租賃站投入營運，共252站 - 8月25日新增10個租賃站投入營運，共262站                                                                                          |
| 9    | 258,762   | +903 （+0.004%）          | -                                 | - 9月1日新增10個租賃站投入營運，共272站 - 9月3日~9月4日因海葵颱風影響暫停營運，於9月5日06:00起恢復營運。 - 9月15日新增15個租賃站投入營運，共287站 - 9月22日新增10個租賃站投入營運，共297站                                                                  |
| 10   | 346,047   | +87,285 （+33.73%）       | -                                 | - 10月4日18:00~10月5日因小犬颱風影響暫停營運，於10月6日06:00起恢復營運。 - 10月13日新增3個租賃站投入營運，共300站 - 10月25日新增11個租賃站投入營運，共311站                                                                                                 |
| 11   | 395,833   | +49,786 （+14.39%）       | -                                 | - 11月3日新增11個租賃站投入營運，共322站 - 11月10日新增9個租賃站投入營運，共331站 - 11月17日新增8個租賃站投入營運，共339站 - 11月24日新增4個租賃站投入營運，共343站                                                                                         |
| 12   | 425,599   | +29,766 （+7.52%）        | -                                 | - 12月1日新增5個租賃站投入營運，共348站 - 12月8日新增4個租賃站投入營運，共352站 - 12月15日新增4個租賃站投入營運，共356站 - 12月29日新增6個租賃站投入營運，共362站                                                                                           |
| 總計 | 2,511,456 | -                         | -                                 | |

| 月份 | 租借人次  | 較上月增減 (較上月成長率) | 較去年同期增減 (較去年同期成長率) | 備註 |
| ---- | --------- | ------------------------- | --------------------------------- | --- |
| 1    | 335,930   | -89,669 （-21.07%）       | -                                 | - 1月1日起回歸使用者付費機制，持台南市民卡租借享2.0每30分鐘半價優惠、2.0E每30分鐘補助10元 - 1月5日新增6個租賃站點投入營運，共368站 - 1月12日新增3個租賃站點投入營運，共371站 - 1月19日新增5個租賃站點投入營運，共376站 - 1月26日新增4個租賃站點投入營運，共380站 |
| 2    | 340,089   | +4,159 （+1.24%）         | +321,331 （+1713.03%）            | - 2月2日新增7個租賃站點投入營運，共387站 - 2月8日新增9個租賃站點投入營運，共396站 - 2月23日新增14個租賃站點投入營運，共410站 |
| 3    | 371,899   | +31,810 （+9.35%）        | +276,842 （+291.24%）             | - 3月1日新增6個租賃站點投入營運，共416站 - 3月8日新增3個租賃站點投入營運，共419站 - 3月15日新增7個租賃站點投入營運，共426站 - 3月22日新增3個租賃站點投入營運，共429站                                                                                            |
| 4    | 335,032   | -36,867 （-11.00%）       | +191,158 （+132.86%）             | - 4月3日新增1個租賃站點投入營運，共430站 - 4月12日新增6個租賃站點投入營運，共436站 - 4月19日新增3個租賃站點投入營運，共439站 |
| 5    | 364,669   | +29,637 （+8.85%）        | +189,508 （+108.19%）             | - 5月3日新增4個租賃站點投入營運，共443站 - 5月17日新增2個租賃站點投入營運，共445站 - 5月24日新增3個租賃站點投入營運，共448站 - 5月31日新增1個租賃站點投入營運，共449站                                                                                           |
| 6    | 315,747   | -48,922 （-13.42%）       | +123,709 （+64.42%）              | - 6月14日新增3個租賃站點投入營運，共452站 - 6月21日新增4個租賃站點投入營運，共456站 - 6月28日新增6個租賃站點投入營運，共462站 |
| 7    | 271,611   | -44,136 （-13.98%）       | +69,143 （+34.15%）               | - 7月5日新增4個租賃站點投入營運，共466站 - 7月12日新增6個租賃站點投入營運，共472站 - 7月19日新增4個租賃站點投入營運，共476站 - 7月24日~7月26日因凱米颱風影響暫停營運，於7月27日06:00起恢復營運                                                                   |
| 8    | 319,778   | +48,167 （+17.73%）       | +61,919 （+24.01%）               | - 8月2日新增14個租賃站點投入營運，共490站 - 8月9日新增2個租賃站點投入營運，共492站 - 8月16日新增4個租賃站點投入營運，共496站 - 8月23日新增1個租賃站點投入營運，共497站 - 8月30日新增3個租賃站點投入營運，共500站                                                 |
| 9    | 336,084   | +16,306 （+5.10%）        | +77,322 （+29.88%）               | |
| 10   | 361,731   | +25,647 （+7.63%）        | +15,684 （+4.53%）                | - 10月1日~10月3日因山陀兒颱風影響暫停營運，於10月4日06:00起恢復營運 - 10月31日因康芮颱風影響暫停營運，於11月1日06:00起恢復營運 |
| 11   | 409,011   | +47,280 （+13.07%）       | +13,178 （+3.33%）                | - 11月15日新增10個租賃站點投入營運，共510站 - 11月29日新增7個租賃站點投入營運，共517站 |
| 12   | 414,480   | +5,469 （+1.34%）         | -11,119 （-2.61%）                | - 12月6日新增8個租賃站點投入營運，共525站 - 12月13日新增2個租賃站點投入營運，共527站 - 12月20日新增4個租賃站點投入營運，共531站 - 12月27日新增7個租賃站點投入營運，共538站                                                                                       |
| 總計 | 4,176,061 | +1,664,605 （+66.28%）    | +1,664,605 （+66.28%）            | |

| 月份 | 租借人次  | 較上月增減 (較上月成長率) | 較去年同期增減 (較去年同期成長率) | 備註 |
| ---- | --------- | ------------------------- | --------------------------------- | --- |
| 1    | 382,711   | -31,769 （-7.66%）        | +46,781 （+13.93%）               | - 1月10日新增2個租賃站點投入營運，共540站 - 1月17日新增14個租賃站點投入營運，共554站 - 1月24日新增9個租賃站點投入營運，共563站                                                                                     |
| 2    | 365,340   | -17,371 （-4.54%）        | +25,251 （+7.42%）                | - 2月7日新增2個租賃站點投入營運，共565站 - 2月14日新增6個租賃站點投入營運，共571站 - 2月21日新增2個租賃站點投入營運，共573站 - 2月27日新增2個租賃站點投入營運，共575站                                             |
| 3    | 456,308   | +90,968 （+24.90%）       | +84,409 （+22.70%）               | - 3月7日新增4個租賃站點投入營運，共579站 - 3月14日新增2個租賃站點投入營運，共581站 - 3月21日新增2個租賃站點投入營運，共583站 - 3月28日新增1個租賃站點投入營運，共584站                                             |
| 4    | 451,954   | -4,354 （-0.95%）         | +116,922 （+34.90%）              | - 4月11日新增1個租賃站點投入營運，共585站 - 4月25日新增4個租賃站點投入營運，共589站 |
| 5    | 446,521   | -5,433 （-1.20%）         | +81,852 （+22.45%）               | - 5月2日新增2個租賃站點投入營運，共591站 - 5月9日新增4個租賃站點投入營運，共595站 - 5月16日新增2個租賃站點投入營運，共597站 - 5月23日新增1個租賃站點投入營運，共598站 - 5月30日新增1個租賃站點投入營運，共599站    |
| 6    | 374,994   | -71,527 （-16.02%）       | +59,247 （+18.76%）               | - 6月6日新增4個租賃站點投入營運，共603站 - 6月13日新增2個租賃站點投入營運，共605站 - 6月20日新增1個租賃站點投入營運，共606站                                                                                       |
| 7    | 328,535   | -46,459 （-12.39%）       | +56,924 （+20.96%）               | - 7月6日~7月7日因丹娜絲颱風影響暫停營運，於7月7日12:00起恢復營運 - 7月11日新增2個租賃站點投入營運，共608站 - 7月18日新增1個租賃站點投入營運，共609站 - 7月29日因西南氣流豪雨影響暫停營運，於7月30日06:00起恢復營運 |
| 8    | -         | -                         | -                                 | - 8月1日新增1個租賃站點投入營運，共610站 - 8月2日因西南氣流豪雨影響暫停營運，於8月3日18:00起恢復營運 - 8月13日因楊柳颱風影響暫停營運，於8月14日06:00起恢復營運                                                     |
| 9    | -         | -                         | -                                 | |
| 10   | -         | -                         | -                                 | |
| 11   | -         | -                         | -                                 | |
| 12   | -         | -                         | -                                 | |
| 總計 | 2,806,363 | -                         | -                                 | |

## 外部連結
- YouBike微笑單車 （页面存档备份，存于）
- YouBike南台灣粉絲團的Facebook專頁